# Malaysische Badmintonmeisterschaft 2002
Die Malaysische Badmintonmeisterschaft 2002 fand vom 24. bis 27. Januar 2002 in Kuala Lumpur als Proton-EON National Circuit Grand Prix Finals statt. 

## Austragungsort
- Juara Stadium, Mont Kiara

## Sieger
| Disziplin    | Sieger                        |
| ------------ | ----------------------------- |
| Herreneinzel | James Chua                    |
| Dameneinzel  | Lee Yin Yin                   |
| Herrendoppel | Chang Kim Wai Hong Chieng Hun |
| Damendoppel  | Lim Pek Siah Ang Li Peng      |
| Mixed        | Chan Chong Ming Lim Pek Siah  |